# Piero Cattaneo
Piero Cattaneo (Bergamo, 2 dicembre 1929 – Bergamo, 10 giugno 2003) è stato uno scultore, pittore, illustratore e medaglista italiano.

## Biografia
Nasce a Bergamo il 2 dicembre 1929 da Damiano e Teresa Ferrari, ultimo di cinque figli.
Dimostrando un precoce interesse per il disegno, viene premiato a dieci anni dal Comune di Bergamo per un suo elaborato. A partire dagli anni quaranta frequenta le scuole professionali e apprende i primi insegnamenti artistici nello studio del pittore bergamasco Giovanni Bressanini.
Nel 1947 si diploma alla scuola tecnica, assecondando così il volere dei genitori. Dopo aver persuaso il padre, ostile a una carriera avviata al mondo dell'arte, si iscrive alla Scuola di Belle Arti dell'Accademia Carrara di Bergamo.
Frequenta i corsi dell'Accademia Carrara sotto la direzione di Achille Funi e, per la sezione plastica e di modellato, sotto la guida dello scultore Gianni Remuzzi.
Al 1950 risale la sua prima partecipazione espositiva: è presente alla "VI Mostra d'Arte Sacra Angelicum" con un'opera lignea. Apre il suo primo studio in via San Bernardino a Bergamo e si reca per la prima volta a Cagliari con l'intento di studiare l'arte nuragica e i suoi bronzetti. Sospinto da esigenze economiche, abbandona i corsi dell'Accademia Carrara e trova un impiego come grafico presso l'Istituto Italiano d'Arti Grafiche di Bergamo, pur frequentando contemporaneamente corsi serali di disegno e nudo. Nello stesso 1950 partecipa alla "Prima Biennale d'Arte Sacra di San Paolo" in Brasile, esponendo anche a Belo Horizonte e a Porto Alegre.
Nel 1952 inaugura la sua prima personale alla "Galleria della Rotonda" di Bergamo, diretta da Nino Zucchelli. Espone alla "Prima Mostra Nazionale del Disegno e dell'Incisione Contemporanea" di Forlì. Nel 1954 si trasferisce in un nuovo studio in via Vicolo dei Dottori nel centro storico di Bergamo.
Nel 1957 aderisce al Gruppo Bergamo, con il quale parteciperà ad un'importante mostra alla Galleria San Fedele di Milano e ad altre manifestazioni nazionali.
Nel 1958 stabilisce il proprio studio in una nuova abitazione ai piedi delle colline di Bergamo, attuale sede dell'archivio.
A partire dagli anni sessanta indirizza il proprio interesse verso la complessa tecnologia della fusione in bronzo, sperimentando le prime fusioni a cielo aperto con impressioni vegetali.
Nel 1961 appronta un apposito forno per la realizzazione di bronzi a cera persa, cercando al contempo di individuare una tecnica più adeguata alle proprie esigenze. Due anni più tardi Cattaneo costruisce un nuovo forno, ma i primi bronzi ottenuti presentano eccessive imperfezioni, corrosioni, dovute a processi di fusione non corretti. Negli anni seguenti proverà incessantemente le diverse metodologie della fusione a cera persa. L'intera attività del periodo (circa 40 sculture modellate in cera tra 1964 e il 1966) viene perduta in fusione.
Alla seconda metà degli anni sessanta risalgono le prime opere bronzee, frutto di una tecnica totalmente rinnovata e di una più oculata messa a punto dei procedimenti e dei materiali. Nel 1968 presenta le sculture di questo nuovo ciclo alla "IV Mostra Internazionale di Scultura all'aperto" di Legnano-Castellanza.
Nell'anno successivo allestisce un'importante mostra alla galleria d'arte Cortina di Milano, presentata da Franco Russoli, Direttore dell'Accademia di Belle Arti di Brera. Vivace e stimolante è l'interesse della critica, con personalità quali Dino Buzzati, Giorgio Kaisserlian, Pino Zanchi, Alfio Coccia.
Si succedono numerose sia le mostre personali, prevalentemente in varie città del nord Italia, sia le sue partecipazioni a mostre collettive. Nel 1971 partecipa al "II Premio Internazionale di Scultura e Pittura Michelangelo d'Oro" di Massa, aggiudicandosi il I premio assoluto per la scultura, premio nuovamente conseguito nel 1974 in occasione del "IV Premio Internazionale Brunellesco, Rassegna di Arti Visive" di Firenze.
Nel 1976, con il patrocinio del Comune di Milano, allestisce una personale al Museo della scienza e della tecnica di Milano nella "Sala delle Colonne". In tale occasione viene edita la sua prima monografia a cura di Giuseppe Marchiori.
Nel 1979 partecipa al "Premio Internazionale Seregno-Brianza" presso la Rotonda della Besana di Milano, una manifestazione che vede esposte opere dei maggiori rappresentanti della scultura contemporanea italiana: da Umberto Milani (in memoria) a Lorenzo Pepe, Simon Benetton, Floriano Bodini, Alik Cavaliere, Gianni Colombo, Quinto Ghermandi, Arnaldo Pomodoro, Giò Pomodoro, Giuseppe Uncini.
Agli inizi degli anni ottanta si misura per la prima volta, dopo gli anni accademici, con la tecnica del buon fresco, portando a termine un monumentale intervento nell'abside e nel catino della chiesa di Albegno in provincia di Bergamo, per la cui sede realizza anche l'altare, l'ambone e il fonte battesimale. Numerose sono nel corso della sua carriera le opere destinate ad istituti religiosi, un ambito da sempre seguito con interesse dall'artista.
Alla metà degli anni ottanta risalgono importanti interventi a carattere pubblico e monumentale: dalla fontana "Urbana III", concepita per un nuovo quartiere residenziale di Bergamo, a un rilievo bronzeo di circa 8 metri e alla scultura "Opus pro Dino Sestini" per la società S.I.A.D. di Bergamo, sino ad "Espansione", bronzo commissionatagli dal Credito Bergamasco per la sede centrale dell'istituto bancario.
Nel 1989 presenta "La ricerca del segno, segni e disegni dal 1949 al 1989", personale di grafica al Centro Culturale San Bartolomeo di Bergamo. Nello stesso anno espone in una personale alla Fondazione Pagani-Museo d'Arte Moderna di Legnano, alcune nuove sculture in bronzo e acciaio inox.
Nel 1999 è invitato a "Dialogo fra generazioni – mezzo secolo di scultura italiana", mostra tenutasi nei Giardini Malaspina di Pavia, organizzata dalla Provincia di Pavia e curata da Rossana Bossaglia.
Nel 2001 aderisce a Rencontre Européenne de Sculpture, mostra "urbana" organizzata dall'Espace Bourdelle, nella città di Montauban (Francia), interessante momento di confronto con una creatività allargata, di respiro internazionale. Nello stesso anno, in occasione del "LXXV Congresso Internazionale" della Società Dante Alighieri, è invitato ad esporre a "Dante Alighieri nella medaglistica contemporanea", mostra organizzata dalla Galleria d'Arte Moderna e Contemporanea di Bergamo; sempre per lo stesso museo, partecipa con un gruppo di sei sculture, espressione della linea più innovativa della cultura artistica bergamasca nell'immediato dopoguerra, ad "Arte a Bergamo 1945-1959".
Nel 2002 viene allestita nella sede dell'ottocentesco Teatro Sociale di Bergamo alta un'importante mostra antologica, promossa dal Comune di Bergamo.
All'età di 73 anni, muore improvvisamente a Bergamo il 10 giugno 2003, lasciando nel suo studio un considerevole patrimonio artistico.